# Mistrzostwa Świata w Piłce Nożnej 2026 (eliminacje strefy CONCACAF)
Ten artykuł dotyczy trwającego lub niedawnego wydarzenia sportowego. Informacje w nim zamieszczone mogą się zmienić lub zdezaktualizować wraz z postępem zdarzenia. Początkowe doniesienia, wyniki lub statystyki mogą być niepewne. Ostatnie aktualizacje do tego artykułu mogą nie odzwierciedlać najbardziej aktualnych informacji.
Eliminacje do Mistrzostw Świata w Piłce Nożnej 2026 w strefie CONCACAF, które odbędą się w Kanadzie, Stanach Zjednoczonych oraz Meksyku.

## Format
Wraz z rozszerzeniem liczby uczestników Mundialu do 48 drużyn, CONCACAF zdecydowało się zmienić zasady eliminacji. Format rozgrywek ogłoszono 1 sierpnia 2022. Składa się on z trzech rund, które mają wyłonić 6 uczestników Mistrzostw Świata 2026 oraz 2 uczestników baraży interkontynentalnych.
- Pierwsza runda – udział wezmą 4 najsłabsze drużyny. Zespoły zajmujące najniższe miejsca w rankingu FIFA rozegrają ze sobą dwumecz. Zwycięzcy awansują do drugiej rundy, a przegrani stracą szanse na awans na Mistrzostwa Świata 2026.
- Druga runda – zagra 30 zespołów (28 rozstawionych oraz 2 zwycięzców poprzedniej rundy). Zostaną one podzielone na 6 grup pięciozespołowych. W losowaniu zespoły z rundy pierwszej zajęły miejsca w ostatnim koszyku. Zespoły rozegrają po jednym meczu z każdą drużyną ze swojej grupy (w sumie 2 u siebie i 2 na wyjeździe), nie ma przewidzianych rewanży. Zespoły z pierwszego oraz drugiego miejsca każdej z grup awansują do rundy trzeciej. Reprezentacje z miejsca trzeciego, czwartego oraz piątego tracą szanse na awans na Mundial.
- Trzecia runda – 12 zespołów z poprzedniej rundy zostanie podzielonych na 3 grupy czterozespołowe. Zagrają one ze sobą dwumecze każdy z każdym. Drużyny z pierwszego miejsca (3 reprezentacje) bezpośrednio awansują na Mistrzostwa Świata 2026. Dwie najlepsze reprezentacje z drugich miejsc zagrają o awans w barażach interkontynentalnych.

## Uczestnicy i ich rozstawienie
W eliminacjach biorą udział 32 północnoamerykańskie reprezentacji zrzeszone w FIFA (oprócz Kanady, Stanów Zjednoczonych i Meksyku, będących gospodarzami turnieju). 25 stycznia 2024 odbyło się losowanie pierwszej i drugiej rundy kwalifikacji. Poniższa lista uczestników prezentuje rozstawienie drużyn w poszczególnych koszykach tego losowania. W nawiasie podano miejsce w rankingu FIFA z listopada 2023.
| Zaczynają od drugiej rundy                                                                                 | Zaczynają od drugiej rundy                                                                                | Zaczynają od drugiej rundy                                                                                      |
| Koszyk 1                                                                                                   | Koszyk 2                                                                                                  | Koszyk 3 |
| --- | --- | --- |
| Panama (41) Kostaryka (52) Jamajka (55) Honduras (76) Salwador (78) Haiti (89)                             | Curaçao (90) Trynidad i Tobago (96) Gwatemala (108) Nikaragua (134) Antigua i Barbuda (142) Surinam (143) | Saint Kitts i Nevis (147) Dominikana (151) Gujana (157) Portoryko (159) Saint Lucia (167) Kuba (169)            |
| Koszyk 4                                                                                                   | Koszyk 5                                                                                                  | Zaczynają od pierwszej rundy                                                                                    |
| Bermudy (171) Saint Vincent i Grenadyny (173) Grenada (174) Montserrat (176) Barbados (178) Dominika (180) | Belize (182) Aruba (193) Kajmany (197) Bahamy (202)                                                       | Turks i Caicos (206) Brytyjskie Wyspy Dziewicze (207) Wyspy Dziewicze Stanów Zjednoczonych (208) Anguilla (209) |

## Terminarz
Na podstawie:
| Runda          | Nr kolejki     | Termin                  |
| -------------- | -------------- | ----------------------- |
| Pierwsza runda | Pierwsze mecze | 20 marca 2024           |
| Pierwsza runda | Rewanże        | 26 marca 2024           |
| Druga runda    | 1-2            | 5-11 czerwca 2024       |
| Druga runda    | 3-4            | 4-10 czerwca 2025       |
| Trzecia runda  | 1.             | 4-5 września 2025       |
| Trzecia runda  | 2.             | 8-9 września 2025       |
| Trzecia runda  | 3.             | 9-10 października 2025  |
| Trzecia runda  | 4.             | 13-14 października 2025 |
| Trzecia runda  | 5.             | 13 listopada 2025       |
| Trzecia runda  | 6.             | 18 listopada 2025       |

## Pierwsza runda
4 najsłabsze według rankingu FIFA drużyny rozegrało ze sobą dwumecz. Zwycięzcy awansowali do drugiej rundy. Losowanie odbyło się wraz z losowaniem drugiej rundy, podział na koszyki zaprezentowano w sekcji Uczestnicy i ich rozstawienie.
Dwumecz 1
| 22 marca 2024 20:00 CET | Anguilla | 0:0(0:0)Raport | Turks i Caicos | Raymond E. Guishard Technical Centre, The Valley Sędzia: Natalie Simon |
|                         |          |                |                |                                                                        |

| 27 marca 2024 00:00 CET                          | Turks i Caicos · Forbes 23' | 1:1 po dogr. k. 3:4(1:1, 1:1, 1:1)Raport               | Anguilla · 45+3' (k) Paris | TCIFA National Academy, Providenciales Widzów: 337 Sędzia: Reginald Gumbs |
|                                                  |                             |                                                        |                            |                                                                           |
|                                                  |                             | Rzuty karne                                            |                            |                                                                           |
| Cadet · Louisy · Paul · Howell · Forbes · Martin |                             | Lawrence · Paris · Deans · Connor · Carpenter · Duncan |                            |                                                                           |

- Anguilla zremisowała w dwumeczu 1−1 i dzięki zwycięstwu 4-3 w rzutach karnych awansowała do drugiej rundy.

Dwumecz 2
| 22 marca 2024 22:00 CET | Wyspy Dziewicze Stanów Zjednoczonych · Blaschka 73' | 1:1(0:0)Raport | Brytyjskie Wyspy Dziewicze · 90' Liziaro | Bethlehem Soccer Stadium, Górne Betlejem Sędzia: Katia Itzel García |
|                         |                                                     |                |                                          |                                                                     |

| 26 marca 2024 20:00 CET                            | Brytyjskie Wyspy Dziewicze | 0:0 po dogr. k. 4:2(0:0, 0:0, 0:0)Raport | Wyspy Dziewicze Stanów Zjednoczonych | A.O. Shirley Recreation Ground, Road Town Widzów: 530 Sędzia: Ken Pennyfeather |
|                                                    |                            |                                          |                                      |                                                                                |
|                                                    |                            | Rzuty karne                              |                                      |                                                                                |
| Bertie · Wiltshire · Gallimore · Forbes · Callwood |                            | Kendall · Whyte · Blaschka · Ramos       |                                      |                                                                                |

- Brytyjskie Wyspy Dziewicze zremisowały w dwumeczu 1−1 i dzięki zwycięstwu 4-2 w rzutach karnych awansowały do drugiej rundy.

## Druga runda
W tej rundzie wezmą udział 2 zespoły z poprzedniej rundy oraz 28 najwyżej notowanych zespołów strefy CONCACAF według rankingu FIFA (oprócz gospodarzy turnieju). Zostaną one podzielone na sześć grup. Każda z grup liczy pięć zespołów. Zwycięzcy grup oraz zespoły z drugich miejsc awansują do kolejnej rundy. Losowanie odbyło się wraz z losowaniem pierwszej rundy, podział na koszyki zaprezentowano w sekcji Uczestnicy i ich rozstawienie.

### Grupa A
| Lp. | Drużyna           | M | Z | R | P | B+ | B– | +/– | Pkt | Kwalifikacja            |     | Honduras | Bermudy | Kuba |     | Antigua i Barbuda |
| --- | ----------------- | - | - | - | - | -- | -- | --- | --- | ----------------------- | --- | -------- | ------- | ---- | --- | ----------------- |
| 1   | Honduras          | 4 | 4 | 0 | 0 | 12 | 2  | +10 | 12  | Awans do trzeciej rundy |     |          |         | 3–1  |     | 2–0               |
| 2   | Bermudy           | 4 | 2 | 1 | 1 | 9  | 8  | +1  | 7   | Awans do trzeciej rundy |     | 1–6      |         |      | 5–0 |                   |
| 3   | Kuba              | 4 | 2 | 0 | 2 | 6  | 5  | +1  | 6   |                         |     |          | 1–2     |      | 3–0 |                   |
| 4   | Kajmany           | 4 | 1 | 0 | 3 | 1  | 9  | −8  | 3   |                         | 0–1 |          |         |      | 1–0 |                   |
| 5   | Antigua i Barbuda | 4 | 0 | 1 | 3 | 1  | 5  | −4  | 1   |                         |     | 1–1      | 0–1     |      |     |                   |

1. ↑  Kuba odniosła zwycięstwo 3–0 przez walkower, ponieważ Kajmany nie mogły podróżować na Kubę z powodu problemów wizowych wynikających z polityki rządu Stanów Zjednoczonych w kwestii podróży na Kubę.[6]

### Grupa B
| Lp. | Drużyna             | M | Z | R | P | B+ | B– | +/– | Pkt | Kwalifikacja            |     | Kostaryka | Trynidad i Tobago | Grenada | Saint Kitts i Nevis | Bahamy |
| --- | ------------------- | - | - | - | - | -- | -- | --- | --- | ----------------------- | --- | --------- | ----------------- | ------- | ------------------- | ------ |
| 1   | Kostaryka           | 4 | 4 | 0 | 0 | 17 | 1  | +16 | 12  | Awans do trzeciej rundy |     |           | 2–1               |         | 4–0                 |        |
| 2   | Trynidad i Tobago   | 4 | 2 | 1 | 1 | 16 | 7  | +9  | 7   | Awans do trzeciej rundy |     |           |                   | 2–2     | 6–2                 |        |
| 3   | Grenada             | 4 | 2 | 1 | 1 | 11 | 7  | +4  | 7   |                         |     | 0–3       |                   |         |                     | 6–0    |
| 4   | Saint Kitts i Nevis | 4 | 1 | 0 | 3 | 5  | 13 | −8  | 3   |                         |     |           | 2–3               |         | 1–0                 |        |
| 5   | Bahamy              | 4 | 0 | 0 | 4 | 1  | 22 | −21 | 0   |                         | 0–8 | 1–7       |                   |         |                     |        |

### Grupa C
| Lp. | Drużyna     | M | Z | R | P | B+ | B– | +/– | Pkt | Kwalifikacja            |     |     | Haiti | Saint Lucia | Aruba | Barbados |
| --- | ----------- | - | - | - | - | -- | -- | --- | --- | ----------------------- | --- | --- | ----- | ----------- | ----- | -------- |
| 1   | Curaçao     | 4 | 4 | 0 | 0 | 15 | 2  | +13 | 12  | Awans do trzeciej rundy |     |     |       | 4–0         |       | 4–1      |
| 2   | Haiti       | 4 | 3 | 0 | 1 | 11 | 7  | +4  | 9   | Awans do trzeciej rundy |     | 1–5 |       | 2–1         |       |          |
| 3   | Saint Lucia | 4 | 1 | 1 | 2 | 5  | 9  | −4  | 4   |                         |     |     |       |             | 2–2   | 2–1      |
| 4   | Aruba       | 4 | 0 | 2 | 2 | 3  | 10 | −7  | 2   |                         | 0–2 | 0–5 |       |             |       |          |
| 5   | Barbados    | 4 | 0 | 1 | 3 | 4  | 10 | −6  | 1   |                         |     | 1–3 |       | 1–1         |       |          |

### Grupa D
| Lp. | Drużyna    | M | Z | R | P | B+ | B– | +/– | Pkt | Kwalifikacja            |     | Panama | Nikaragua | Gujana |     | Belize |
| --- | ---------- | - | - | - | - | -- | -- | --- | --- | ----------------------- | --- | ------ | --------- | ------ | --- | ------ |
| 1   | Panama     | 4 | 4 | 0 | 0 | 10 | 1  | +9  | 12  | Awans do trzeciej rundy |     |        | 3–0       | 2–0    |     |        |
| 2   | Nikaragua  | 4 | 3 | 0 | 1 | 9  | 4  | +5  | 9   | Awans do trzeciej rundy |     |        |           | 1–0    | 4–1 |        |
| 3   | Gujana     | 4 | 2 | 0 | 2 | 6  | 4  | +2  | 6   |                         |     |        |           |        | 3–0 | 3–1    |
| 4   | Montserrat | 4 | 1 | 0 | 3 | 3  | 10 | −7  | 3   |                         | 1–3 |        |           |        | 1–0 |        |
| 5   | Belize     | 4 | 0 | 0 | 4 | 1  | 10 | −9  | 0   |                         | 0–2 | 0–4    |           |        |     |        |

### Grupa E
| Lp. | Drużyna                    | M | Z | R | P | B+ | B– | +/– | Pkt | Kwalifikacja            |     | Jamajka | Gwatemala | Dominikana | Dominika | Brytyjskie Wyspy Dziewicze |
| --- | -------------------------- | - | - | - | - | -- | -- | --- | --- | ----------------------- | --- | ------- | --------- | ---------- | -------- | -------------------------- |
| 1   | Jamajka                    | 4 | 4 | 0 | 0 | 8  | 2  | +6  | 12  | Awans do trzeciej rundy |     |         | 3–0       | 1–0        |          |                            |
| 2   | Gwatemala                  | 4 | 3 | 0 | 1 | 13 | 5  | +8  | 9   | Awans do trzeciej rundy |     |         |           | 4–2        | 6–0      |                            |
| 3   | Dominikana                 | 4 | 2 | 0 | 2 | 11 | 5  | +6  | 6   |                         |     |         |           |            | 5–0      | 4–0                        |
| 4   | Dominika                   | 4 | 1 | 0 | 3 | 5  | 14 | −9  | 3   |                         | 2–3 |         |           |            | 3–0      |                            |
| 5   | Brytyjskie Wyspy Dziewicze | 4 | 0 | 0 | 4 | 0  | 11 | −11 | 0   |                         | 0–1 | 0–3     |           |            |          |                            |

### Grupa F
| Lp. | Drużyna                   | M | Z | R | P | B+ | B– | +/– | Pkt | Kwalifikacja            |     | Surinam | Salwador | Portoryko | Saint Vincent i Grenadyny | Anguilla |
| --- | ------------------------- | - | - | - | - | -- | -- | --- | --- | ----------------------- | --- | ------- | -------- | --------- | ------------------------- | -------- |
| 1   | Surinam                   | 4 | 3 | 1 | 0 | 10 | 2  | +8  | 10  | Awans do trzeciej rundy |     |         |          | 1–0       | 4–1                       |          |
| 2   | Salwador                  | 4 | 2 | 2 | 0 | 7  | 2  | +5  | 8   | Awans do trzeciej rundy |     | 1–1     |          | 0–0       |                           |          |
| 3   | Portoryko                 | 4 | 2 | 1 | 1 | 10 | 2  | +8  | 7   |                         |     |         |          |           | 2–1                       | 8–0      |
| 4   | Saint Vincent i Grenadyny | 4 | 1 | 0 | 3 | 9  | 9  | 0   | 3   |                         |     | 1–3     |          |           | 6–0                       |          |
| 5   | Anguilla                  | 4 | 0 | 0 | 4 | 0  | 21 | −21 | 0   |                         | 0–4 | 0–3     |          |           |                           |          |

## Trzecia runda
W trzeciej rundzie bierze udział 12 północnoamerykańskich reprezentacji, które zajęły pierwsze lub drugie miejsce w swojej grupie w rundzie drugiej. 

### Uczestnicy i ich rozstawienie
12 czerwca 2025 odbyło się losowanie trzeciej rundy kwalifikacji. Poniższa lista uczestników prezentuje rozstawienie drużyn w poszczególnych koszykach tego losowania. W nawiasie podano miejsce w rankingu FIFA z czerwca 2025.
| Koszyk 1                                      | Koszyk 2                                       | Koszyk 3                                                 | Koszyk 4                                          |
| --------------------------------------------- | ---------------------------------------------- | -------------------------------------------------------- | ------------------------------------------------- |
| - Panama (31) - Kostaryka (50) - Jamajka (62) | - Honduras (73) - Salwador (81) - Curaçao (85) | - Haiti (86) - Trynidad i Tobago (100) - Gwatemala (105) | - Nikaragua (131) - Surinam (134) - Bermudy (162) |

### Grupa A
| Lp. | Drużyna   | M | Z | R | P | B+ | B– | +/– | Pkt | Kwalifikacja                                 |     | Panama | Salwador | Gwatemala | Surinam |
| --- | --------- | - | - | - | - | -- | -- | --- | --- | -------------------------------------------- | --- | ------ | -------- | --------- | ------- |
| 1   | Panama    | 0 | 0 | 0 | 0 | 0  | 0  | 0   | 0   | Awans na Mistrzostwa Świata 2026             |     |        | lis      | wrz       | paź     |
| 2   | Salwador  | 0 | 0 | 0 | 0 | 0  | 0  | 0   | 0   | Możliwy awans do baraży interkontynentalnych |     | paź    |          | paź       | wrz     |
| 3   | Gwatemala | 0 | 0 | 0 | 0 | 0  | 0  | 0   | 0   |                                              |     | lis    | wrz      |           | lis     |
| 4   | Surinam   | 0 | 0 | 0 | 0 | 0  | 0  | 0   | 0   |                                              | wrz | lis    | paź      |           |         |

### Grupa B
| Lp. | Drużyna           | M | Z | R | P | B+ | B– | +/– | Pkt | Kwalifikacja                                 |     | Jamajka |     | Trynidad i Tobago | Bermudy |
| --- | ----------------- | - | - | - | - | -- | -- | --- | --- | -------------------------------------------- | --- | ------- | --- | ----------------- | ------- |
| 1   | Jamajka           | 0 | 0 | 0 | 0 | 0  | 0  | 0   | 0   | Awans na Mistrzostwa Świata 2026             |     |         | lis | wrz               | paź     |
| 2   | Curaçao           | 0 | 0 | 0 | 0 | 0  | 0  | 0   | 0   | Możliwy awans do baraży interkontynentalnych |     | paź     |     | paź               | wrz     |
| 3   | Trynidad i Tobago | 0 | 0 | 0 | 0 | 0  | 0  | 0   | 0   |                                              |     | lis     | wrz |                   | lis     |
| 4   | Bermudy           | 0 | 0 | 0 | 0 | 0  | 0  | 0   | 0   |                                              | wrz | lis     | paź |                   |         |

### Grupa C
| Lp. | Drużyna   | M | Z | R | P | B+ | B– | +/– | Pkt | Kwalifikacja                                 |     | Kostaryka | Honduras | Haiti | Nikaragua |
| --- | --------- | - | - | - | - | -- | -- | --- | --- | -------------------------------------------- | --- | --------- | -------- | ----- | --------- |
| 1   | Kostaryka | 0 | 0 | 0 | 0 | 0  | 0  | 0   | 0   | Awans na Mistrzostwa Świata 2026             |     |           | lis      | wrz   | paź       |
| 2   | Honduras  | 0 | 0 | 0 | 0 | 0  | 0  | 0   | 0   | Możliwy awans do baraży interkontynentalnych |     | paź       |          | paź   | wrz       |
| 3   | Haiti     | 0 | 0 | 0 | 0 | 0  | 0  | 0   | 0   |                                              |     | lis       | wrz      |       | lis       |
| 4   | Nikaragua | 0 | 0 | 0 | 0 | 0  | 0  | 0   | 0   |                                              | wrz | lis       | paź      |       |           |

### Ranking drużyn z drugich miejsc
| Lp. | Gr. | Drużyna  | M | Z | R | P | B+ | B– | +/– | Pkt | Kwalifikacja                         |
| --- | --- | -------- | - | - | - | - | -- | -- | --- | --- | ------------------------------------ |
| 1   | A   | Salwador | 0 | 0 | 0 | 0 | 0  | 0  | 0   | 0   | Awans do baraży interkontynentalnych |
| 2   | B   | Curaçao  | 0 | 0 | 0 | 0 | 0  | 0  | 0   | 0   | Awans do baraży interkontynentalnych |
| 3   | C   | Honduras | 0 | 0 | 0 | 0 | 0  | 0  | 0   | 0   |                                      |

## Strzelcy
Bramki zdobyte w serii rzutów karnych nie są brane pod uwagę w klasyfikacji strzelców.

### 5 goli
- Gervane Kastaneer
- Oalex Anderson

### 4 gole
- Dorny Romero

### 3 gole
- Rangelo Janga
- Óscar Santis
- Warner Brown
- Shamar Nicholson
- Orlando Galo
- Warren Madrigal
- Jaime Moreno
- Caniggia Elva

### 2 gole
- Niall Reid-Stephen
- Reggie Lambe
- Zeiko Lewis
- Djair Parfitt
- Juninho Bacuna
- Troy Jules
- Audel Laville
- Rafael Núñez
- Jermaine Francis
- Myles Hippolyte
- Darius Johnson
- Deon Moore
- Alejandro Galindo
- Rubio Rubín
- Louicius Don Deedson
- Duckens Nazon
- Edwin Rodríguez
- Manfred Ugalde
- Álvaro Zamora
- Bancy Hernández
- José Luis Rodríguez
- Leandro Antonetti
- Jeremy de León
- Wilfredo Rivera
- Brayan Gil
- Tyrone Conraad
- Justin Lonwijk
- Jaden Montnor
- Levi García
- Nathaniel James
- Reon Moore
- Duane Muckette
- Dante Sealy
- Malcolm Shaw

### 1 gol
- Luke Paris
- Raheem Deterville
- Walter Bennett
- Diederick Luydens
- Isaï Marselia
- Wood Julmis
- Omani Leacock
- Devonte Richards
- Carlos Bernárdez
- Julian Carpenter
- Kole Hall
- Sachiel Ming
- Hugo Liziario
- Jeremy Antonisse
- Kevin Felida
- Kenji Gorré
- Jearl Margaritha
- Xander Severina
- Javid George
- Noah Dollenmayer
- Peter González
- Jimmy Kaparos
- Heinz Mörschel
- Edarlyn Reyes
- Regan Charles-Cook
- Keishean Francois
- Kayden Harrack
- Joshua Isaac
- Saydrel Lewis
- Osaze De Rosario
- Nathan Ferguson
- Omari Glasgow
- Liam Gordon
- Oscar Castellanos
- José Carlos Martínez
- José Morales
- José Carlos Pinto
- Nicolás Samayoa
- Allen Yanes
- Jean-Kévin Duverne
- Danley Jean Jacques
- Bryan Labissiere
- Duke Lacroix
- Frantzdy Pierrot
- Ruben Providence
- Mondy Prunier
- Kervin Arriaga
- Rubilio Castillo
- Anthony Lozano
- Getsel Montes
- Andy Najar
- Bryan Róchez
- David Ruíz
- Alexy Vega
- Luis Vega
- Kaheim Dixon
- Jon Russell
- Joshwa Campbell
- Josimar Alcócer
- Alejandro Bran
- Alonso Martínez
- Jeyland Mitchell
- Joseph Mora
- Andy Rojas
- Gerald Taylor
- Jorge Aguirre
- Maykel Reyes
- Pedro Bravo
- Brandon Barzey
- Mark Rogers
- Kaleem Strawbrige-Simon
- Juan Barrera
- Harold Medina
- Jacob Montes
- Éric Davis
- Ismael Díaz
- Fidel Escobar
- José Fajardo
- Eduardo Guerrero
- Cristian Martínez
- Jovani Welch
- César Yanis
- Nicolás Cardona
- Steven Echevarria
- Darren Ríos
- Roberto Ydrach
- G'Vaune Amory
- Ethan Bristow
- Romaine Sawyers
- Tyreece Simpson
- Tiquanny Williams
- Kyle Edwards
- Kirtney Franklyn
- Micah Joseph
- Cornelius Stewart
- Elvin Alvarado
- Nelson Bonilla
- Jairo Henríquez
- Santos Ortiz
- Rafael Tejada
- Sheraldo Becker
- Jeredy Hilterman
- Shaquille Pinas
- Peter Pearson
- Ridel Stanislas
- Ajani Fortune
- Alvin Jones
- Kevin Molino
- Ryan Telfer
- Billy Forbes
- Jett Blaschka

### Gole samobójcze
- Steve Austin (dla  Surinamu)
- Wesley Robinson (dla  Hondurasu)
- Donervon Daniels (dla  Nikaragui)